# Tulio Belardi

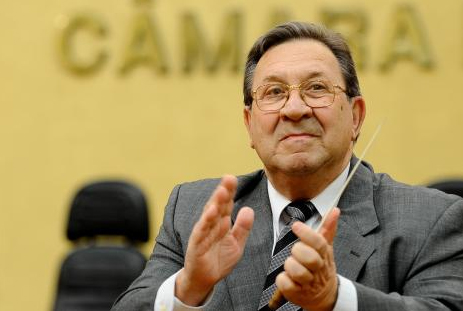
Maestro Tulio Belardi regendo a OSPA em comemoração ao 1° aniversário da Escola do Legislativo.

Tulio Belardi (Argentina, 1935 – Porto Alegre, Brasil, 3 de abril de 2024) foi um maestro e professor argentino naturalizado brasileiro.
Filho do violinista Mario Belardi, estudou com seu pai, no Conservatório Universitário de Montevidéu foi aluno de regência de Carlos Estrada, fez o curso de regência do Teatro Colón de Buenos Aires com o maestro Roberto Kinsky, e no Chile estudou com o maestro Vitor Tevah. Regeu as principais orquestras da Argentina, Uruguai, Colômbia e Venezuela, e foi diretor da Associação Uruguaia de Músicos.
Em 1970 mudou-se para Porto Alegre, sendo nomeado assistente do maestro Pablo Komlós na Orquestra Sinfônica de Porto Alegre (OSPA), onde atuaria até 2005.
Considerado um nome de destaque na música erudita brasileira, em 2001 recebeu da Câmara de Porto Alegre o título de Cidadão Integração, em reconhecimento da "importância do trabalho desenvolvido para o desenvolvimento cultural e artístico de Porto Alegre, [...] ressaltando o orgulho e a relevância para a cidade em tê-lo como um dos maiores expoentes da nossa cultura musical". O título é concedido àqueles que tenham "participado de representação diplomática na cidade de Porto Alegre, exercido cargo de relevância junto às entidades representativas dos países coirmãos e, principalmente, contribuído com o seu trabalho para o desenvolvimento social, político, cultural e artístico da sociedade porto-alegrense". Em 2015, ao completar 80 anos, foi homenageado pela OSPA com um concerto.
Belardi morreu aos 89 anos, na madrugada de 3 de abril de 2024, na cidade de Porto Alegre.